# Письменна (станція)
Письме́нна — проміжна залізнична станція Дніпровської дирекції Придніпровської залізниці на двоколійній електрифікованій постійним струмом (=3 кВ) лінії Синельникове II — Чаплине між станціями Роздори (18 км) та Улянівка (20 км). Розташована в селищі Письменне Синельниківського району Дніпропетровської області.

## Пасажирське сполучення
На станції Письменна зупиняються  приміські електропоїзди Синельниківського та Чаплинського напрямків.